# Molí de Miquel Joan
El molí de Miquel Joan és un edifici a la vila de la Sénia (Montsià) inclòs a l'Inventari del Patrimoni Arquitectònic de Catalunya. Edifici mitger que dona a dos carrers. La façana principal al carrer Jaume I presenta planta baixa, amb dues portes: una amb llinda i muntants de pedra i porta de fusta, i l'altra més petita amb porta de fusta. Primer pis amb dos balcons i golfes amb finestres senzilles quadrades. A la part del carrer Major sols hi ha façana per a la planta baixa, amb porta. A l'interior a mà dreta hi ha la mola que era accionada des del pis superior i al costat una porta que dona al pati central de l'edifici on apareix l'estructura externa de la capella de la Mare de Déu de Pallerols, l'altre costat del pati sols és una estança allargada d'uns 2 m. d'amplada. A la part de la capella hi ha una paret mitgera amb un segon pis on hi ha porta i finestres però no s'observen restes que aquest pis fou mai cobert. Sembla com si la part del carrer Major hagués estat un carreró.